# Ключ 129
Ключ 129 (трад. и упр. 聿, 肀)  — ключ Канси со значением "щётка"; один из 29, состоящих из шести штрихов.
В словаре Канси есть 19 символов (из 49 030), которые можно найти c этим радикалом.

## История
Древняя идеограмма изображала руку, держащую некое орудие письма, и черточку - знак, который им написан. Эта идеограмма стала основой иероглифа, который в современном языке обозначает «орудие письма (резец, бамбуковый карандаш, писчая кисть)».
В качестве ключевого знака иероглиф используется редко.

Вид в Цзиньвэнь
Вид в Цзягувэнь
Вид в большой печати Чжуаньшу
Вид в малой печати Чжуаньшу

В словарях находится под номером 129.

## Примеры иероглифов
| Доп. штрихи | Иероглифы |
| ----------- | --------- |
| 0           | 聿 肀     |
| 4           | 肁 肂 肃  |
| 5           | 粛        |
| 7           | 肄 肅 肆  |
| 8           | 肇 肈     |

- Примечание: Ваш браузер может отображать иероглифы неправильно.